# Lure (Haute-Saône)
Lure település Franciaországban, Haute-Saône megyében. Lakosainak száma 7912 fő (2022. január 1.). Lure Franchevelle, Bouhans-lès-Lure, Froideterre, Frotey-lès-Lure, Magny-Vernois, Moffans-et-Vacheresse, Quers, Roye, Saint-Germain és Vouhenans községekkel határos.

## Népesség
A település népességének változása:
| Lakosok száma | 8394 | 8253 | 8450 | 8207 | 8131 | 8046 | 7960 | 7918 | 7912 |
|               | 2013 | 2015 | 2016 | 2017 | 2018 | 2019 | 2020 | 2021 | 2022 |